# Noccaea tatianae
Noccaea tatianae là một loài thực vật có hoa trong họ Cải. Loài này được (Bordz.) F.K. Mey. mô tả khoa học đầu tiên năm 1973.